# حادثة الصامتة
حادثة الاعتداء على الصامتة هي حادثة هجوم قامت بها القوات العراقية على مركز الصامتة الحدودي التابع للكويت، تبع الهجوم العراقي توغل القوات العراقية لمسافة ثلاثة كيلو مترات داخل الأراضي الكويتية. وكان ذلك في 20 آذار مارس 1973.

## الموقع
يقع مركز الصامتة الحدودي في شمال الكويت على الحدود العراقية - الكويتية ويتميز بوجود مرتفعات منخفضة مما يجعله نقطة إستراتيجية لمراقبة الحدود. قال محمد الفيل في كتابه (الحدود: وجهة نظر جغرافية وجيوستراتيجية: الحدود العراقية الكويتية: الوجه الآخر لحرب الخليج المستمرة)«تقع الصامته حوالي الميلين في الجنوب الغربي للنهاية الشرقية للحدود البرية جنوب ميناء ام قصر».

## أسباب الصراع
سمحت الكويت في أبريل من عام 1969 لبعض قطاعات الجيش العراقي بالتمركز في بعض الأراضي الكويتية للدفاع عن ميناء أم قصر ضد التهديدات الإيرانية في تلك الفترة، إلا أن العراق لم يقم بسحب قواته بعد زوال هذه التهديدات ممارساً أساليب الضغط المختلفة لاستمرار وجود هذه القوات، وقد مدّ سلاح الهندسة العراقي في عام 1972 طرق لإمداد القوات العراقية خلف المراكز الحدودية الكويتية، فطلبت الكويت في نوفمبر 1972 من سفيرها في بغداد مقابلة وزير الخارجية العراقي والطلب منه بوقف إنشاء الطريق كونه يعتبر تعدي للأراضي الكويتية.
تم وقف العمل في الطريق ولكنه سرعان ما استأنف العمل به، وفي 26 شباط فبراير 1973 زار وزير الخارجية الكويتي في تلك الفترة الشيخ صباح الأحمد الصباح وقابل في 28 شباط فبراير نائب الرئيس العراقي آنذاك صدام حسين حيث تمثلت مطالب الطرف العراقي في الحصول على جزيرتي وربة وبوبيان وهو ما لم يكن ممكناً إلا أن الكويت أبدت استعدادها في الدخول في مفاوضات مع العراق، لكي تسهل له استخدام الممرات المائية في شمال الخليج ولكن ذلك بعد الانتهاء من ترسيم الحدود.

## الهجوم

جيش الكويت

في الساعة 3:00 من فجر يوم الثلاثاء 20 آذار مارس 1973 هاجمت القوات العراقية مركز الصامتة الحدودي وأطلقت قذائفها ونيران مدافعها الرشاشة باتجاهه، وقد كان في المركز 10 من قوات الشرطة الكويتية. وتبع ذلك هجوم بري للقوات العراقية للسيطرة على المركز. وإثر هذا الهجوم تم رفع درجة الاستنفار في الجيش الكويتي وتم تكليف قوة من المغاوير الكويتية بإعادة المركز وتم تحريك كتائب مدرعات صلاح الدين باتجاه المركز، وساندها طائرتان من نوع إنجلش إلكتريك لايتنغ. وإثر ذلك قامت القوات العراقية بالانسحاب من الأراضي الكويتية في نفس اليوم. وتم إعلان حالة الطوارئ في الكويت وإغلاق الحدود مع العراق وإغلاق مكتب وكالة الأنباء العراقية. وأصدرت وزارة الداخلية العراقية بياناً يتهم فيه الجيش الكويتي ببدء الهجوم وقيامه بقتل جنديين عراقيين.

## البيان العسكري العراقي

العسكري الكويتي زعل رميح أحد شهداء المعركة

العسكري الكويتي سعود السهلي أحد شهداء المعركة

أصدرت وزارة الداخلية العراقية بياناً في 20 آذار مارس الساعة 1:30 ظُهراً جاء فيه:
| حادثة الصامتة | "أصدرتْ وزارة الداخلية الكويتية بياناً ادّعت فيه أن وحدة عسكرية مسلحة قامت صباح يوم 20 الجاري (آذار/مارس 1973م) بالهجوم على موقع كويتي على الحدود بين البلدين مما أسفر عنه إصابة أربعة من رجال الشرطة الكويتية بجروح. ومن أجل وضع الحقائق الثابتة أما الرأي العام في البلدين الشقيقين تودّ هذه الوزارة أن توضح أن الاعتداء قد وقع أصلاً من قبل القوات الكويتية عندما كانت القوات العراقية تمارس تدريباتها الاعتيادية داخل الأراضي العراقية ومن ضمنها المنطقة التي يقع فيها مخفر الصامتة الذي قامت القوات الكويتية مؤخراً بتحشيد فصيل مشاة مسلح فيه، والذي سبق أن أبدى العراق اعتراضاً على تواجده داخل الأراضي العراقية مما اضطر القوات العراقية الرد على هذا الاعتداء الذي ذهب ضحيته اثنان من رجال قواتنا المسلحة وجرح آخرين. إن وزارة الداخلية تعرب عن أسفها الشديد لوقوع الاعتداء الكويتي في الوقت الذي يعمل فيه العراق على ترسيخ العلاقات الودية بين البلدين الشقيقين، وفي الوقت الذي يجري فيه تبادل الزيارات بين المسؤولين وإجراء المباحثات من أجل تعميق وترسيخ علاقات الأخوة…كما تأسف الوزارة لما اتخذته السلطات الكويتية من إجراءات لاحقة قبل إجراء الاتصالات الضرورية مع السلطات العراقية لمعالجة الموقف بما ينسجم وواقع العلاقات الأخوية مما يُفسح المجال للعناصر التي تعمل على الإساءة إلى العلاقات بين البلدين لخدمة أغراضها وأهدافها" | حادثة الصامتة |

. قال الجغرافي العراقي محمد رشيد الفيل في كتابه (الحدود: وجهة نظر جغرافية وجيوستراتيجية : الحدود العراقية الكويتية) "كانت القوات العراقية قد تمركزت حتى الصامتة منذ عام 1969 كما بنت طريقاً أبعد نحو الجنوب وقد تركز نحو 3000 جندي في أراضي كويتية جنوب أم قصر في وقت حادث الصامتة، وكان أول حادث - مؤسف - منذ استقلال الكويت ولم يكن للكويت نقاط حدودية في الصامتة أو أم قصر في هذه المرحلة، وأدت الحادثة إلى مقتل حارسين للحدود، وكان رد فعل الكويت إصرارها على شرطين لحل النزاع، أ : انسحاب القوات العراقية من مركز الصامتة (الواقع داخل الحدود الكويتية) . ب : التوصل إلى تسوية نهائية للمشكلات الحدودية بين البلدين. وقد قامت الجامعة العربية من خلال أمينها العام في التخفيف من حدة الأزمة العراقية الكويتية آنذاك، ولم تكد تمضي سنتان بعد ذلك حتى اعترفت العراق باستقلال الكويت، كما اتفقت حكومتا البلدين على تبادل العلاقات الدبلوماسية بينهما".